# Zakaria Boulahia
Zakaria Boulahia, né le 1er juin 1997 à Aïn Témouchent, est un footballeur algérien. Il évolue au poste d’Attaquant.

## Biographie
Il inscrit un but à la 46e minute pour la JS Kabylie en finale de la Coupe de la confédération 2020-2021 contre le Raja de Casablanca ; la JSK s'incline sur le score final de 2 buts à 1.

## Palmarès
- Finaliste de la Coupe de la confédération, en 2021, avec la JS Kabylie.
- Vainqueur de la Coupe de la Ligue algérienne, en 2021, avec la JS Kabylie (Ne disputant pas la finale).